# اوتار

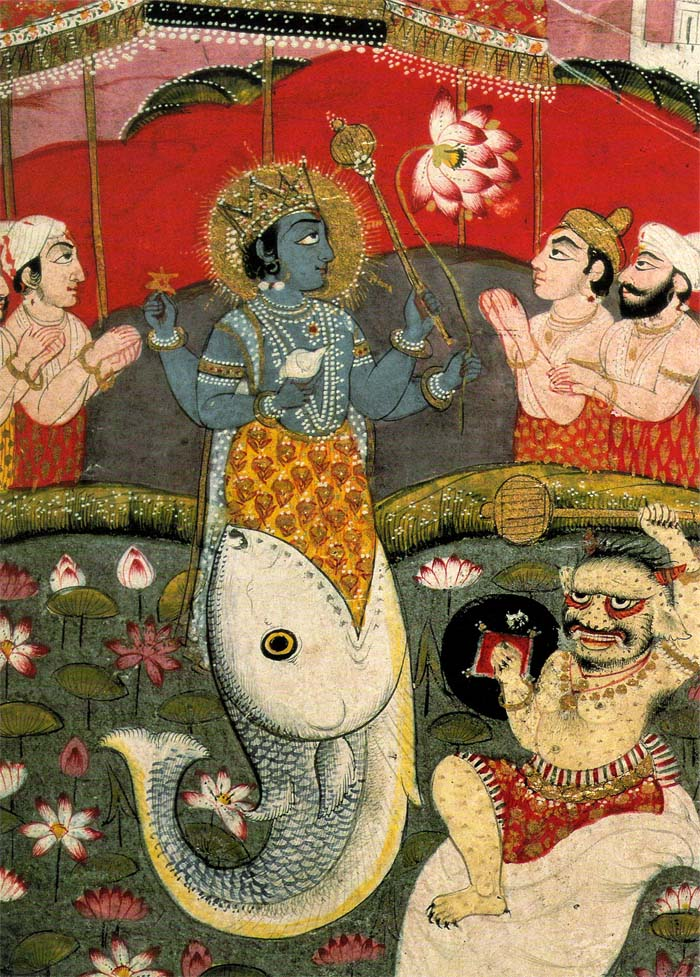
تجسم ویشنو در کالبد ماهی، برگرفته یک نوشتار عبادی.

واژهٔ اَوَتار (به خط دوناگری:अवतार) به معنی «حلول [ــِــ رَبّ‌النوع]» در آیین هندو عبارت است از تجسد مادّی ناشی از هُبوط «ایزدان هندو» از آسمان به زمین است.
در تعریف عمومی نیز کلمه آواتار به معنای حلول خداوند در قالب انسانی و تجسّم «عامل الهی» می‌باشد. در بسیاری فرهنگهای دینی و معنوی دیگر هم، معادل همین مفهوم وجود دارد. آواتار، قطب الهی و استاد اعظم مفاهیمی مشابه یکدیگر هستند و به فردی گفته می‌شود که در رأس نظام «استادان حق» قرار دارد. از دیدگاه «استادان حق»، آواتار (قطب الهی) در عصر کنونی در دسترس مردم قرار ندارد و این احتمال وجود دارد که هیچ‌یک از افرادی که با عنوان آواتار در ملاءعام ظاهر شده‌اند و با این عنوان فعالیت می‌کنند، آواتار نباشند و تنها انعکاسی برای تداوم فعالیت‌های آواتار اصلی باشند. شاید به دلیل وجود همین شایعات دربارهٔ افراد احتمالی، این عنوان مطرح شده‌است که به قطب الهی در سطح جهان، ماهاآواتار (برترین و بزرگترین آواتار) گفته می‌شود.
در هندوئیسم، یک آواتار (انگلیسی: /ˈæv. ə.tɑ:r/، از سانسکریت avatāra، अवतार در متن Devanagari با معنی "نزول") تبار عمدی یک خدای خاکی به زمین یا «تبار متعال» است (یعنی، ویشنو برای Vaishnavites) و بیشتر به انگلیسی به عنوان "تجسّم"، اما دقیق تر به عنوان "ظاهر" یا "تجلّی" ترجمه می‌شود. [۱] [۲]
این اصطلاح اغلب با ویشنو همراه است، اگرچه با سایر خدایان نیز همراه بوده‌است. [۳] لیست‌های متغیر از آواتارهای ویشنو در متن هندو ظاهر می‌شود، از جمله «ده داشاواتارا» از گارودا پورانا و «بیست و دو آواتار» در باگاواتا پورانا، اگرچه دومی اضافه می‌کند که تجسم‌های ویشنو بیشمار است. [۴] آواتارهای ویشنو یکی از مؤلفه‌های اصلی ویشنوویسم است. مرجع ابتدایی آواتار و آموزه آواتار، در گیتا بهاگاواد است. [۵]
شیوا و گانشه نیز به صورت «آواتار نزولی» توصیف می‌شوند. مظاهر مختلف Devi (مادر «مادر الهی» در هندوئیسم) توسط برخی از دانشمندان و پیروان شاکتیسم نیز به عنوان آواتار یا تجسم توصیف شده‌است. [۵] [۶] آواتارهای ویشنو نسبت به سایر خدایان دارای برجستگی کلامی بیشتری هستند، که برخی دانشمندان تصور می‌کنند از لیست آواتار ویشنو تقلید می‌کنند.

## اوتارهایویشنو
1. ماتسیا: ماهی / به شکل ماهی درمی‌آید تا مانو را از توفان و سیل نجات دهد، زیرا نوع بشر به علت شرارت به مرگ محکوم شده‌است. این ماهی، کشتی مانو را به ساحلی امن می‌رساند.
2. کورما: لاک‌پشت / خود را به شکل لاک‌پشتی در قعر دریای شیر درآورد و کوهی را بر پشت گرفت. خدایان و شیاطین آن‌قدر بر فراز این کوه چرخیدند که چهارده موجود ارزشمند از درون دریای شیر سر برآوردند: معجون جاودانگی، درخت آرزوها، ماه، گاوِ فراوانی، ایزدبانوی زیبایی، سرنوشت خیر، باده و . . .
3. واراها: گراز / ویشنو به شکل گراز درآمد تا جهان را از دست شیطان نیرومندی که دنیا را به قعر اقیانوس برده بود، نجات دهد. پس از هزار سال نبرد، ویشنو پیروز شد و با جهانِ بازیافته، به روی آب آمد.
4. نارا سینها: شیر- انسان / به شکل شیر- انسان درآمد تا جهان را از دست شیطانی نجات دهد که به فریب از برهما قول گرفته بود که نباید به دست انسان یا حیوانی کشته شود.
5. وامانا: کوتوله / ویشنو به شکل کوتوله‌ای درآمد تا سه دنیا را از چنگ بالی- پادشاه اهریمنی - نجات دهد. بالی به تمسخر به او گفت که به اندازه‌ای که بتواند با سه گام خود بپیماید، دنیا را به او خواهد داد. ویشنو با گام‌های خود توانست بهشت و زمین را از او باز پس بگیرد و فقط جهان زیرین در اختیار بالی باقی ماند.
6. پاراسو ـ راما: ویشنو به شکل «رامای تبردار» درآمد تا کشتریه یا طبقهٔ جنگجو را از سلطهٔ برهمن‌ها نجات دهد.
7. راما: قهرمان حماسهٔ رامایانه (ماجراهای راما). پسر شاه داسارثا بود که در اثر نیایش‌های پدرش و انجام مراسم قربانی اسب، به دنیا آمد. راما نیمی از الوهیت ویشنو را در خود داشت. پهلوانی بی‌بدل بود و در جوانی، شاهدخت زیبایی به نام سیتا را به همسری اختیار کرد. اما پس از مدتی، به دنبال یک توطئه، راما از قصر پدرش تبعید شد و همراه سیتا و برادرش لکشمانا به جنگلی پناه برد و ده سال در تبعید زندگی کرد. در همین دوران، راوانا، پادشاه اهریمنی سیلان، سیتا را ربود. جنگ عظیمی درگرفت، اما سرانجام راما به سیلون رفت، راوانا را کشت و سیتا را نجات داد.
8. کریشنا: به معنی «سیاه» / مشهورترین حلول ویشنو، و از شخصیت‌های برجسته و مهم حماسهٔ «مهابهاراتا».
9. سیذارتا بودا: به شکل بودا، بنیان‌گذار آیین بودا حلول و بدین طریق، بودایی‌گری جایگاهی در آیین هندو می‌یابد.

۱۰. کالکی: اسب سفید. این حلول هنوز انجام نشده‌است. هنگامی که شرارت و پلیدی در دوران کنونی به اوج برسد، ویشنو به شکل کالی تجلی می‌یابد تا باززایش و انقلاب کیهانی را به انجام برساند. گفته می‌شود که ویشنو، سوار بر اسبی سفید، از آسمان فرود خواهد آمد و شمشیر خود را به شکل شهابی حرکت خواهد داد.